# If I Can't Have Love, I Want Power
If I Can't Have Love, I Want Power es el cuarto álbum de estudio de la cantante estadounidense Halsey. El álbum fue lanzado el 27 de agosto de 2021 a través de Capitol Records. Está producido por el músico estadounidense Trent Reznor y el productor inglés Atticus Ross.
Halsey describió el proyecto como "un álbum conceptual sobre las alegrías y los horrores del embarazo y el parto". La portada está inspirada en representaciones artísticas de María, madre de Jesús. Una película teatral titulada después del álbum, dirigida por el cineasta estadounidense Colin Tilley y con música del álbum, está programada para proyectarse en cines IMAX selectos de todo el mundo el 25 y 26 de agosto de 2021, antes del lanzamiento del álbum. Sus entradas salieron a la venta el 3 de agosto de 2021.

## Antecedentes y desarrollo
La cantante y compositora estadounidense Halsey lanzó su tercer álbum de estudio Manic, el 17 de enero de 2020. Incluía el exitoso sencillo "Without Me" (2018), la segunda canción número uno de Billboard Hot 100 en la carrera de Halsey. Contribuyó a la banda sonora de Birds of Prey, titulada "Experiment on Me", que es una pista de nu metal producida por Oliver Sykes y Jordan Fish de la banda de rock británica Bring Me the Horizon. También lanzó canciones en colaboración con otros artistas en 2020, como "The Other Girl" de Kelsea Ballerini, "Life's a Mess" de Juice WRLD y "Forget Me Too" de Machine Gun Kelly. Halsey estaba programada para embarcarse en su tercera gira de conciertos, titulada Manic World Tour, en 2020, pero después de posponer y reprogramar muchas fechas debido a las consecuencias de la pandemia de COVID-19, la gira se anunció cancelada el 23 de enero de 2021. Ella también anunció su primer embarazo, con el guionista estadounidense Alev Aydin, después de sufrir muchos abortos espontáneos debido a la endometriosis y someterse a una cirugía en 2017.
El 28 de junio de 2021, se colocaron numerosas vallas publicitarias en las principales ciudades de los Estados Unidos, anunciando el cuarto álbum de estudio de Halsey, titulado If I Can't Have Love, I Want Power.. La cantante lo confirmó ella misma a través de sus cuentas de redes sociales ese mismo día. Junto con el anuncio, también hizo una vista previa de una de las pistas del álbum. También se reveló que el álbum fue producido por el músico estadounidense Trent Reznor y el músico inglés Atticus Ross, miembros de la banda estadounidense de rock industrial Nine Inch Nails. En un breve video teaser, Halsey insinuó el sonido punk rock del álbum. El 7 de julio de 2021, Halsey reveló la portada y anunció que If I Can't Have Love, I Want Power se lanzaría el 27 de agosto de 2021. Halsey dio a luz a su hijo, Ender Ridley, el 14 de julio de 2021.

## Concepto
Halsey dijo a través de su cuenta Instagram:

Este álbum es un álbum conceptual sobre las alegrías y los horrores del embarazo y el parto. Para mí era muy importante que la portada transmitiera el sentimiento de mi viaje durante los últimos meses. La dicotomía de la Virgen y la Puta. La idea de que yo como ser sexual y mi cuerpo como recipiente y regalo para mi hijo son dos conceptos que pueden coexistir pacífica y poderosamente. Mi cuerpo ha pertenecido al mundo de muchas formas diferentes en los últimos años, y esta imagen es mi medio para recuperar mi autonomía y establecer mi orgullo y fuerza como fuerza vital para mi ser humano.

Halsey dijo que If I Can't Have Love, I Want Power es un álbum conceptual que se centra en los aspectos positivos y negativos del embarazo y el parto. El álbum se construyó originalmente en torno a "la mortalidad y el amor eterno y nuestro lugar/permanencia", pero el impacto emocional de su embarazo "introdujo nuevos temas de control, horror corporal, autonomía y vanidad". Halsey también enfatizó que "se siente muy bien" tener un álbum sin invitados nuevamente, luego de su álbum de estudio debut, Badlands (2015). Ella dijo que si no puedo tener amor, quiero poder "tenía que ser enteramente de [su] voz.

## Portada

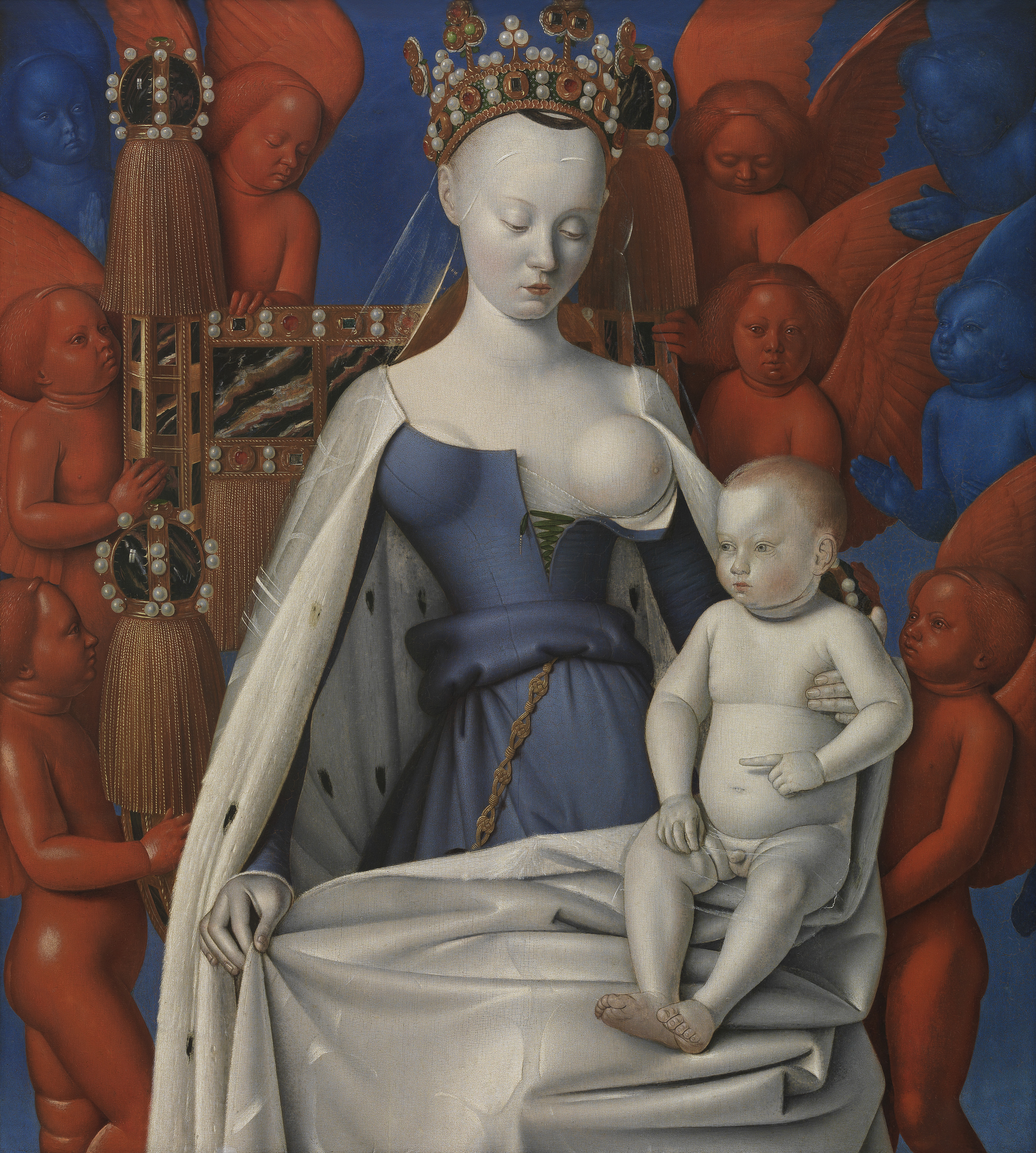
La portada del álbum sigue el modelo de la Virgen de Melun, una pintura renacentista de 1452 de la Virgen de la Leche de Jean Fouquet.

La portada de If I Can't Have Love, I Want Power se dio a conocer a través de un video filmado en el Museo Metropolitano de Arte de la ciudad de Nueva York, en el que Halsey recorrió las exhibiciones antes de abrir finalmente una cubierta para revelar el tamaño real. pintura de la obra de arte. La portada fue fotografiada por Lucas Garrido. Representa una representación artística de Halsey como Madonna, una categoría de iconos y obras de arte que representan a María, la madre de Jesús. Se ve a la cantante sentada en un trono dorado, sosteniendo a un bebé, con su pecho izquierdo expuesto. Afirmó que la obra de arte retrata "el sentimiento de [su] viaje durante los últimos meses" y tiene como objetivo erradicar el estigma social en torno a "los cuerpos y la lactancia".
La obra de arte se inspiró específicamente en la Virgen y el niño rodeados de ángeles de la pintura al óleo renacentista de dos paneles de Jean Fouquet llamado Díptico de Melun, y se convirtió en un tema de amplia atención y discusión en Internet. Mercury News asoció la obra de arte con el movimiento topfreedom en Instagram "#FreeTheNipple", y señaló similitudes visuales con Cersei Lannister, un personaje de Game of Thrones. Una versión censurada de la portada del álbum, donde el pezón izquierdo expuesto está cubierto por la mano del bebé, también está disponible para las plataformas de transmisión de música.

## Lanzamiento y promoción
El lanzamiento del álbum está programado para el 27 de agosto de 2021. Sus CD, discos de vinilo y estuches estaban disponibles para preordenar el 7 de julio de 2021 en la tienda web de Halsey. Los LP de vinilo rojo de edición limitada, con una portada alternativa, se vendieron exclusivamente en Urban Outfitters. Halsey abrazó la portada de agosto de 2021 de la revista femenina estadounidense Allure, por la que fue entrevistada sobre su identidad social, relaciones, embarazo y familia. El 23 de julio de 2021, se lanzó un juego en línea llamado "LXXXXP", que es una plataforma de estilo elige tu propia aventura que anima a los usuarios a "elegir tu camino y descubrir tu destino". El resultado "Te ahogaste en un lago helado" da como resultado un fragmento de una canción del álbum. El 10 de agosto de 2021, los títulos de las canciones del álbum se revelaron a través de Amazon Alexa, que recitó la lista de canciones al preguntarle "Alexa, cuéntame sobre el nuevo álbum de Halsey". Al día siguiente, la propia Halsey publicó la lista de canciones en sus redes sociales.

## Lista de canciones
| Estándar |                               |           |          |  |
| N.º      | Título                        | Productor | Duración |  |
| 1.       | «The Tradition»               |           | 3:46     |  |
| 2.       | «Bells in Santa Fe»           |           | 3:37     |  |
| 3.       | «Easier than Lying»           |           | 3:26     |  |
| 4.       | «Lilith»                      |           | 2:47     |  |
| 5.       | «Girl is a Gun»               |           | 2:26     |  |
| 6.       | «You asked for this»          |           | 4:26     |  |
| 7.       | «Darling»                     |           | 3:02     |  |
| 8.       | «1121»                        |           | 2:42     |  |
| 9.       | «honey»                       |           | 2:53     |  |
| 10.      | «Whispers»                    |           | 3:11     |  |
| 11.      | «I am not a woman, I'm a god» |           | 2:56     |  |
| 12.      | «The Lighthouse»              |           | 4:33     |  |
| 13.      | «Ya'aburnee»                  |           | 3:08     |  |

| Edición extendida |                         |           |          |  |
| N.º               | Título                  | Productor | Duración |  |
| 14.               | «Nightmare»             |           | 3:52     |  |
| 15.               | «Nightmare (Reprise)»   |           | 4:06     |  |
| 16.               | «People disappear here» |           | 4:08     |  |